# 国内ロングステイ
国内ロングステイ（こくないロングステイ）とは、日本国内のある場所に長期にわたって滞在すること。国内長期滞在ともいう。
現代日本では、一泊二日や二泊三日のような短期の旅行が主流となっている。それに対して、国内ロングステイというのは、一週間や一カ月などの比較的長い期間にわたる新しい概念である。滞在先に旅をするというよりは、むしろ一時的に移住することになる。宿泊施設としては、農家などの空き家だったものが改装を施されて、提供されているところが多い。